# 伍衛國
伍衛國（英語：Lawrence Ng Wai Kwok；1952年7月13日—），香港男演員及歌手，曾為無綫電視、佳藝電視、麗的電視及亞洲電視旗下藝人，伍衛國出身於1973年無綫電視第2期藝員訓練班；他自从在入行初期已成為了一线男星，并曾經先後加入無綫、佳視、麗的及亞視，近年已逐漸地淡出演艺圈、甚少於幕前露面。

## 生平

### 早年生活
伍衛國祖籍广东省，他早年分別居住在九龍城及蘇屋邨楓林樓。他在1965年畢業於九龍城區街坊福利會小學下午校，後入讀尖沙咀聖智德英文書院，與演員黃允財為小學以及中學（聖智德英文書院）同學。其中在就讀小學時為同班同學。

### 演藝發展
他在1973年無綫電視第2期藝員訓練班畢業後加入無綫電視，曾拜秦燕為師學習唱歌。當時他在無綫主演了多套連續劇，由於與同台當家花旦呂有慧在劇集《巫山盟》、《船》演情侶，其中与关菊英主唱《巫山盟》插曲《田园春梦》而红极一时；深受觀眾歡迎，兩人有「金童玉女」的美譽，亦是無綫塑造的第一對螢幕情侶。基於歌喉不俗，他獲娛樂唱片賞識灌錄唱片。1976年佳藝電視以高薪向伍衛國挖角，加上伍衛國當年曾被公司雪藏，他便於1977年毅然轉投佳視演出《紅樓夢》。可惜1978年佳視倒閉，他前往台灣為邵氏兄弟拍攝電影。至1979年4月加入麗的電視，出演《天蠶變》一劇，使伍衛國其後一直在麗的拍劇。當時蕭笙有意拍攝麗的電視版本的《風雷第一刀》，所以於1978年以此來邀請伍衛國轉投麗的電視。
即使麗的易手為亞視，而伍衛國於1984年6月約滿，並短暫離開了數個月（因加薪問題及想爭取出外接拍電視錄映帶的自由度），他仍服務該電視台至1990年代為止。然而隨著亞視因虧損嚴重而減少劇集製作，伍衛國開始淡出亞視劇集演出。此前於1980年代初，他當演員的同時，還經營意大利高級時裝入口生意，另外與朋友在香港島灣仔區開設高級法國餐廳「Valentino」。及後於1991年2月，在被亞洲電視投閑置散下，他沒有續約。1993年再被邀請，伍衛國重返無綫電視演出《第三類法庭》、《隋唐群英會》等劇，但已不再是主角，而且也只持續飾演配角幾年。到了1997年，伍衛國開始呈半息影狀態，只是間歇性地在中國大陸演出。在1990年代末至2000年代初，他多花時間逗留在北京接拍影視作品，又替當時的女友劉曉慶打理公司「曉慶實業」的影視製作生意。
至2006年伍衛國闊別亮相多年後獲無綫邀請，可首次擔任節目主持，主持《超級靚聲演鬥廳》，他才第三度重返無綫電視，簽下1年部頭合約。本來他認為拍攝電視劇對他來說太辛苦，然而由於能夠一圓跟中央電視台合作的願望，於是接拍《歲月風雲》中的反派角色。之後陸續演出《銀樓金粉》、《五味人生》等劇。而在2010年第三次再度約滿無綫後，伍衛國即時沒有再無綫續約，間中亮相綜藝節目或舞台劇，現時已淡出娛樂圈後較少於幕前演出。
入行多年，伍衛國分別於1974年和1982年獲《華僑晚報》頒發「十大明星金球獎（電視）。

## 個人生活
伍衛國至今未婚，入行多年曾與幾位圈中人拍拖，如初出道時與薰妮、葉玉卿（1987年至1990年）、劉曉慶。伍、劉二人於1997年至2001年間交往，終因女方是個工作狂、男方不想當「影子先生」而分開。
此外，伍衛國於1980年在九龍油尖旺區駕駛期間6度衝紅燈而被控危險駕駛罪，1981年1月在北九龍裁判署被判罰款500元及吊銷所有駕駛執照半年。他於1980年11月曾擔任藝人曾江的伴郎。

## 演出作品

### 電視劇（無綫電視）
| 首播   | 名稱               | 角色   |
| 1973年 | 亂世兒女           | 雷振邦 |
| 1973年 | 船                 | 杜嘉文 |
| 1974年 | 她的一生           |        |
| 1974年 | 太太團             |        |
| 1974年 | 藍與黑             | 張醒亞 |
| 1975年 | 香港風情畫         |        |
| 1975年 | 清宮殘夢           | 陸皓東 |
| 1975年 | 兩家人             |        |
| 1975年 | 巫山盟             | 李豪   |
| 1975年 | 董小宛             | 順治帝 |
| 1975年 | 民間傳奇之三看御妹 | 封加進 |
| 1975年 | 民間傳奇之焚香記   | 王魁   |
| 1975年 | 民間傳奇之雙喜臨門 | 王俊卿 |
| 1975年 | 紅樓夢             | 賈寶玉 |
| 1975年 | 愛情組曲           |        |
| 1975年 | 小婦人             | 林善同 |
| 1976年 | 楊貴妃             | 楊琦   |
| 1976年 | 江湖小子           | 何家偉 |
| 1976年 | 書劍恩仇錄         | 徐天宏 |
| 1976年 | 狂潮               | Sunny  |
| 1993年 | 開心華之里         |        |
| 1993年 | 南俠展昭           | 展昭   |
| 1994年 | 廉政行动1994       | 葉天機 |
| 1994年 | 金毛獅王           | 成昆   |
| 1994年 | 第三類法庭         | 喬大羽 |
| 1994年 | 驚心都市之怒火燃燒 | 林兆松 |
| 1995年 | 情濃大地           | 劉亞順 |
| 1996年 | 隋唐群英會         | 李密   |
| 2007年 | 歲月風雲           | 危天行 |
| 2008年 | 銀樓金粉           | 尚鋆   |
| 2010年 | 五味人生           | 任飞扬 |

### 電視劇（佳藝電視）
| 首播   | 名稱     | 角色   |
| 1977年 | 紅樓夢   | 賈寶玉 |
| 1978年 | 雪山飛狐 | 福康安 |

### 電視劇（麗的電視/亞洲電視）
| 首播   | 名稱                      | 角色          |
| 1979年 | 天蠶變                    | 傅玉書        |
| 1979年 | 大白鯊                    | 周天銘        |
| 1980年 | 大內群英                  | 十四王爺允禵  |
| 1980年 | 大地恩情                  | 何文若        |
| 1981年 | 浴血太平山                | 盧文英        |
| 1981年 | 馬永貞                    | 馬天柱        |
| 1982年 | 琥珀青龍                  | 徐玉          |
| 1982年 | 家春秋                    | 高覺新        |
| 1982年 | 血債血償                  | 楚三郎        |
| 1983年 | 再向虎山行                | 容寬          |
| 1983年 | 少女慈禧                  | 恭親王奕訢    |
| 1984年 | 四大名捕                  | 無情 - 盛崖餘 |
| 1984年 | 王昭君                    | 漢元帝        |
| 1985年 | 第四代                    | 何兆祖        |
| 1985年 | 阮伶玉                    | 張志生        |
| 1985年 | 四大名捕會京師            | 無情-盛崖餘   |
| 1987年 | 寒夜                      | 汪文宣        |
| 1987年 | 文學電視 - 雷雨           | 汪文宣∕周萍   |
| 1987年 | 金鳳凰                    | 完顔桑哥      |
| 1988年 | 凶靈                      | 凌宇生        |
| 1989年 | 鹽皇令                    | 葉方          |
| 1989年 | 六合神仙闖江湖/龍鳳喜迎春 | 包申义        |
| 1989年 | 中國奇談之小鬼偷金        | 王敬賢        |
| 1989年 | 無字天書                  | 石嘯群        |
| 1991年 | 独孤神剑/劍三十           | 柳青          |
| 1993年 | 九命奇冤梁天來            | 漢元帝        |
| 1995年 | 新包青天之英烈千秋        | 衛煥          |

### 電視劇（其他）
| 首播   | 名稱                         | 角色          |
| 1986年 | 台視《邊城刀聲》             | 傅红雪        |
| 1989年 | 中視《霹雳神捕》             | 無情 - 盛崖餘 |
| 1991年 | 香港電台 《裁決 鸞鳳和鳴》   | 方大律師      |
| 1991年 | 香港電台《性本善 帶菌者》    | 啊俊          |
| 1992年 | 香港電台《屋簷下：阿二心湯》 | Jack          |
| 1996年 | 香江歲月（第二輯）           | 香世豪        |
| 1999年 | 逃之戀                       | 蔡锷          |
| 2012年 | 跑馬場                       | 盧敬夫        |

### 電影
- 1974年 《朱門怨》 飾 沈昌英
- 1974年 《太平山下》
- 1974年 《香港73》 飾 伍先生
- 1975年 《拍案驚奇》
- 1976年 《飞女芝芝》
- 1976年 《酒簾》 飾 马戴维
- 1976年 《星座奇趣錄》 飾 卓華
- 1977年 《滾女搵老襯》 飾 黃思俊
- 1977年 《流氓皇帝》
- 1977年 《出冊》
- 1979年 《絕代雙驕》飾 花無缺
- 1979年 《梁天來》 飾 梁天來
- 1994年 《中南海保镳》 飾 宋世昌
- 1996年 《蛇蠍夜合花》 飾 黃建邦

### 广播剧
- 2005年 戚夫人 飾 漢惠帝劉盈（香港電台）

### 舞台劇
- 1974年 朱門怨[40][41]
- 1980年 夢斷城西[42]（與萬梓良、張寶之）
- 1985年 閨房樂（與李香琴、呂有慧）[40][43]
- 2014年4月3至6日 茶館[44]（與萬梓良、葉進、劉雅麗、劉錫賢）

### 節目主持
- 2006年 超級靚聲演鬥廳（與關菊英一同主持）

### 電視節目
亞洲電視
- 1985年 綜合八五[45]

無綫電視
- 1987年 萬水千山廿載情[46]
- 2005年 百法百众- 第二輯
- 2006年 15/16
- 2006年 碧桂园假日半岛 情定故乡里 飾 Sam
- 2007年 最緊要進步
- 2007年 開心聊齋
- 2007年 味分高下
- 2007年 志雲飯局
- 2008年 真情透视强积金 飾 Jack
- 2008年 光影流情2
- 2008年 萬千星輝賀台慶
- 2009年 名人飯堂
- 2009年 財智達人
- 2009年 掌故王
- 2010年 今日VIP
- 2010年 為食總司令
- 2011年 甜姐兒
- 2012年 登登登對
- 2015年 Sunday靚聲王
- 2018年 家燕姐全民皆Friend 60年[47]
- 2020年 流行經典50年

### 演唱會
- 2004年 久别重逢演唱会
- 2010年 金曲娛樂真經典演唱會

## 主唱歌曲
- 窈窕嬌娃在那家 - 清宮殘夢
- 癡情恨 - 清宮殘夢
- 相思空有夢 - 清宮殘夢
- 何处觅知音- 江湖小子
- 幽梦已虚- 江湖小子（與關菊英合唱）
- 默默送秋去- 江湖小子
- 手牵手唱歌（與张德兰合唱）
- 做人莫怀念过去- 江湖小子
- 巫山盟- 巫山盟
- 田園春夢- 巫山盟（與關菊英合唱）
- 红楼梦中我和你- 红楼梦
- 今天多欢笑-小妇人（與關菊英合唱）
- 情深爱侣-小妇人（與關菊英合唱)
- 初相见-小妇人（與關菊英合唱）
- 大白鯊- 大白鯊
- 留步喂留步- 再向虎山行
- 只有你- 国语歌曲
- 爱你一万年- 国语歌曲
- 伍衛國粵語唐詩歌集之農圃溪居- 2009

## 廣告
- 2017年 梨奧美（O'NAOMI）天然草本沐浴露[48]